# Gottfrid från Viterbo
Gottfrid från Viterbo (tyska: Gottfried von Viterbo), född omkring 1125 i Viterbo, död efter 1191, var en italiensk-tysk historieskrivare. 
Gottfrid var kaplan och notarie hos Konrad III av Tyskland och Fredrik I Barbarossa. Han författade en världshistoria, Memoria seculorum, som han sedan själv bearbetade och gav titeln Pantheon; av värde i denna  är framställningen av Fredrik I:s öden, Gesta Friderici (på vers). Gottfrids arbeten är tryckta i "Monumenta Germaniæ historica", XXII (1874).